# Alfredo Talavera
Alfredo Talavera Díaz (La Barca, Jalisco, 18 september 1982) is een Mexicaans voetbaldoelman die speelt voor de Mexicaanse club Deportivo Toluca FC. Hij debuteerde in het Mexicaans voetbalelftal  in 2011.

## Clubcarrière
Tijdens een blessure van Oswaldo Sánchez debuteerde Talavera in 2005 in het eerste elftal van Club Deportivo Guadalajara. Hij speelde wedstrijden in de Primera División de México en de Copa Libertadores. Sánchez bleef echter de eerste doelman. In 2006 werd Sánchez opgenomen in de selectie voor het Wereldkampioenschap voetbal in Duitsland, waardoor Talavera weer een basisplek kreeg. Nadat Sánchez terugkeerde in het volgende seizoen werd Talavera tot derde doelman gemaakt door coach José Manuel de la Torre, achter Luis Ernesto Michel. Toen Sánchez in 2007 vertrok bij Guadalajara werd Michel eerste en Talavera tweede doelman. Hierna kwam hij niet meer in actie voor de club en besloot hij te vertrekken om zo aan meer speelminuten te komen.
In 2008 werd Talavera verhuurd aan Club Tigres voor een seizoen. Hij speelde echter slechts drie wedstrijden en bleef de rest van het seizoen reservedoelman achter Óscar Pérez. Toen Pérez zich blesseerde en Talavera in principe voor een basisplaats in aanmerking kwam liep die op een training zelf ook een blessure op, waardoor de derde doelman opgesteld werd. Na zijn herstel nam Talavera afscheid van Club Tigres en werd hij verkocht aan Deportivo Toluca FC. Daar was hij eerst reservedoelman achter de Argentijn Hernán Cristante, die afhaakte door een blessure, waarna Talavera eerste doelman werd. In 2010 kreeg hij het rugnummer 1, waarmee hij de status als eerste doelman officieel kreeg.

## Interlandcarrière
Op 27 januari 2011 werd Talavera opgeroepen voor een vriendschappelijke interland tegen Bosnië en Herzegovina. In de 22-koppige selectie waren nog vier andere spelers van Toluca opgenomen. Talavera kreeg echter geen speelminuten. Op 17 maart 2011 werd hij door bondscoach De la Torre opgeroepen voor een reeks vriendschappelijke wedstrijden. Op 26 maart 2011 maakte hij zijn debuut tegen Paraguay. Mexico won met 3-1. Voor de CONCACAF Gold Cup 2011 werd hij opgeroepen als derde doelman, achter José de Jesús Corona en Guillermo Ochoa. Omdat Corona deelnam aan een gevecht tijdens de wedstrijd van Corona's club Cruz Azul en Monarcas Morelia en werd gepasseerd door de bondscoach en Ochoa kampte met gezondheidsproblemen, werd Talavera echter eerste doelman. Met één interland als eerdere ervaring speelde hij vijf wedstrijden voor Mexico, waaronder de finale tegen de Verenigde Staten.
In 2013 werd Alfredo Talavera opgenomen in de selectie van Mexico voor de FIFA Confederations Cup. Het team werd in de eerste ronde uitgeschakeld en Talavera werd geen speelminuten gegund.
| Interlands van Alfredo Talavera voor Mexico | Interlands van Alfredo Talavera voor Mexico | Interlands van Alfredo Talavera voor Mexico | Interlands van Alfredo Talavera voor Mexico | Interlands van Alfredo Talavera voor Mexico | Interlands van Alfredo Talavera voor Mexico | Interlands van Alfredo Talavera voor Mexico |
| №                                           | Datum                                       | Wedstrijd                                   | Uitslag                                     | Competitie                                  | Goals                                       |                                             |
| Als speler bij Deportivo Toluca FC          | Als speler bij Deportivo Toluca FC          | Als speler bij Deportivo Toluca FC          | Als speler bij Deportivo Toluca FC          | Als speler bij Deportivo Toluca FC          | Als speler bij Deportivo Toluca FC          | Als speler bij Deportivo Toluca FC          |
| ------------------------------------------- | ------------------------------------------- | ------------------------------------------- | ------------------------------------------- | ------------------------------------------- | ------------------------------------------- | ------------------------------------------- |
| 1                                           | 26 maart 2011                               | Mexico – Paraguay                           | 3 – 1                                       | Vriendschappelijk                           | 0                                           |                                             |
| 2                                           | 9 juni 2011                                 | Cuba – Mexico                               | 0 – 5                                       | CONCACAF Gold Cup                           | 0                                           |                                             |
| 3                                           | 12 juni 2011                                | Mexico – Costa Rica                         | 4 – 1                                       | CONCACAF Gold Cup                           | 0                                           |                                             |
| 4                                           | 18 juni 2011                                | Mexico – Guatemala                          | 2 – 1                                       | CONCACAF Gold Cup                           | 0                                           |                                             |
| 5                                           | 22 juni 2011                                | Honduras – Mexico                           | 0 – 2                                       | CONCACAF Gold Cup                           | 0                                           |                                             |
| 6                                           | 25 juni 2011                                | Verenigde Staten – Mexico                   | 2 – 4                                       | CONCACAF Gold Cup                           | 0                                           |                                             |
| 7                                           | 2 september 2011                            | Polen – Mexico                              | 1 – 1                                       | Vriendschappelijk                           | 0                                           |                                             |
| 8                                           | 11 oktober 2011                             | Mexico – Brazilië                           | 1 – 2                                       | Vriendschappelijk                           | 0                                           |                                             |
| 9                                           | 11 november 2011                            | Mexico – Servië                             | 2 – 0                                       | Vriendschappelijk                           | 0                                           |                                             |
| 10                                          | 16 oktober 2012                             | Mexico – El Salvador                        | 2 – 0                                       | Kwalificatie WK 2014                        | 0                                           |                                             |
| 11                                          | 17 april 2013                               | Peru – Mexico                               | 0 – 0                                       | Vriendschappelijk                           | 0                                           |                                             |
| 12                                          | 29 januari 2014                             | Mexico – Zuid-Korea                         | 4 – 0                                       | Vriendschappelijk                           | 0                                           |                                             |
| 13                                          | 2 april 2014                                | Verenigde Staten – Mexico                   | 2 – 2                                       | Vriendschappelijk                           | 0                                           |                                             |
| 14                                          | 3 juni 2014                                 | Mexico – Bosnië en Herzegovina              | 0 – 1                                       | Vriendschappelijk                           | 0                                           |                                             |
| 15                                          | 12 oktober 2014                             | Mexico – Panama                             | 1 – 0                                       | Vriendschappelijk                           | 0                                           |                                             |
| 16                                          | 18 november 2014                            | Wit-Rusland – Mexico                        | 3 – 2                                       | Vriendschappelijk                           | 0                                           |                                             |
| 17                                          | 3 juni 2015                                 | Peru – Mexico                               | 1 – 1                                       | Vriendschappelijk                           | 0                                           |                                             |
| 18                                          | 4 september 2015                            | Mexico – Trinidad en Tobago                 | 3 – 3                                       | Vriendschappelijk                           | 0                                           |                                             |
| 19                                          | 13 oktober 2015                             | Mexico – Panama                             | 1 – 0                                       | Vriendschappelijk                           | 0                                           |                                             |
| 20                                          | 17 november 2015                            | Honduras – Mexico                           | 0 – 2                                       | Kwalificatie WK 2018                        | 0                                           |                                             |
| 21                                          | 26 maart 2016                               | Canada – Mexico                             | 0 – 3                                       | Kwalificatie WK 2018                        | 0                                           |                                             |